# Mission Bend (Teksas)
Mission Bend je naseljeno mjesto za statističke potrebe u američkoj saveznoj državi Teksas. Prema popisu stanovništva iz 2010. u njemu je živjelo 36.501 stanovnika.